# Jaroslav Šourek
Jaroslav Šourek (7. září 1927, Stará Boleslav - 11. února 2003) je bývalý československý sportovec, běžec dlouhých tratí. Vícenásobný mistr republiky v běhu na 10 000 metrů a maratonu. V roce 1952 se zúčastnil letních olympijských her v Helsinkách, kde skončil na 35. místě v maratonském běhu.. Během své sportovní kariéry závodil za týmy Sparta Praha a ATK Praha. Mezi jeho úspěchy patří také vítězství v silničním běžeckém závodě Běchovice–Praha v roce 1952.